# Begell House
Begell House ist ein US-amerikanischer Wissenschaftsverlag aus Redding, Connecticut. Er wurde 1991 von William Begell (Columbia University) begründet. Der Verlag vertreibt mehr als 40 wissenschaftliche Zeitschriften, darunter das Journal of Environmental Pathology, Toxicology and Oncology und Atomization and Sprays. Außerdem verlegt es mehrere Bücher im Jahr.
Begell House vergibt auch die William Begell Medal for Excellence in Thermal Science and Engineering.